# Eden Rose
Eden Rose, anciennement Les Gardians, est un groupe de rock français.

## Biographie
Le groupe est formé en 1969 avec Henri Garella (claviériste), Christian Clairefond (bassiste), et Henry Castello (batteur). Les trois membres d'Eden Rose font la première partie des tournées de Claude François, en 1965, au sein du groupe Les Gardians. Ils jouaient quelques morceaux en lever de rideau puis accompagnaient des chanteurs de l'époque comme Guy Mardel, Hervé Vilard et Michelle Torr. Après l'enregistrement de quatre singles, ils font cause commune au sein de l'orchestre de variétés, qui accompagnait Âge tendre et tête de bois, avec Albert Raisner comme animateur, une émission télévision, entre autres, très populaire durant les années 1960. À Marseille, ils jouent dans l'orchestre de bal Les Golden. Sur les conseils du directeur artistique de Katema (un petit label dirigé par un industriel de l'électroménager, grand amateur de musique), ils décident d'un commun accord de changer de nom ; Eden rose est né. C'est le batteur Henry Castello qui trouvera le nom.
L'enregistrement de On the Way to Eden débute en mars 1970. Cet album est enregistré de manière très spontanée, en live, dans le studio situé à Paris. La musique dévoilée ici s'apparente à un blues rock instrumental typique de l'époque, fait de longs développements centrés essentiellement sur les sons de l'orgue Hammond mais déjà fortement marqué par les influences du rock progressif. Cependant, les relations avec le producteur s'enveniment, au point que les musiciens ne participent même pas au mixage de leur propre album. Celui-ci paraît donc, en 1970, sur le label Katema, distribution Sonopress.
Le groupe part en tournée dans toute la France et s'expatrie un temps pour jouer dans un club d'Oran (Algérie). Aucune indication (ni royalties) n'a été fournie aux musiciens quant aux résultats des ventes de On the Way to Eden. Travelling sert même d'indicatif pour une émission de télévision de l'époque[Laquelle ?][réf. nécessaire]. Quelque temps après, le groupe décide de se séparer. 

## Post-séparation
Sur ce, Henry Castello, sollicité par Jacques Dutronc, se sépare du groupe pour partir en tournée avec celui-ci, il y restera quatre ans, pour ensuite accompagner pendant cinq ans le chanteur Michel Sardou et en même temps accompagnateur de : Carlos, Palaprat, Michel Jonasz, Michel Delpech, Christian Delagrange, Charles Aznavour, Nancy Holloway, il fut aussi le batteur de l'orchestre de la célèbre comédie musicale d'Eric Charden, Mayflowers. Quelques jazzmen dont, Hammer, Waldron, Willy Mabon habitué du club de jazz Le Bilboquet pour se stabiliser, pour presque plus de dix ans, batteur dans le prestigieux orchestre du Moulin Rouge.
Les deux compères restants entrent en contact avec le batteur Michel Jullien, lui aussi marseillais, et le fameux guitariste Jean-Pierre Alarcen, qui était connu à l'époque comme l'un des guitaristes les plus doués de sa génération, ayant notamment collaboré avec le chanteur populaire Jacques Dutronc et Système Crapoutchik.
Ils décident néanmoins, un peu plus tard, de former Sandrose en gardant la même formation et en engageant la chanteuse Rose Podwojny, mieux connue sous le nom de Rose Laurens. Le groupe deviendra une des formations de rock progressif français les plus populaires des années 1970. Après Sandrose et grâce à chacun, les musiciens travailleront de leur côté avec des célébrités telles que France Gall, Joséphine Baker, Gilbert Bécaud, Sacha Distel, et Michel Petrucciani. 
En 2003, Musea réédite l'album On the Way to Eden. En 2006, le label de disques français Sausage Records réédite en 45 tours deux morceaux Faster and Faster et Feeling in the Living issus de l'album On the Way to Eden.

## Discographie

### Albums studio
- 1970 : On the Way to Eden

### Singles
- 1969 : Reinyet Number - Obsession
- 1970 : Travelling - Under the Sun
- 2005 : Faster and Faster - Feeling in the Living